# The London Taxi Company
The London Taxi Company – brytyjskie przedsiębiorstwo z siedzibą w Coventry produkujące taksówki. 
Przedsiębiorstwo założone zostało w 1919 roku pod nazwą Carbodies i zajmowało się produkcją nadwozi samochodowych. Od 1989 roku znane było pod nazwą London Taxis International (LTI). W październiku 2012 roku spółka wstrzymała produkcję i złożyła wniosek o ogłoszenie upadłości. W lutym 2013 roku przedsiębiorstwo nabyte zostało przez chińską spółkę Geely, a we wrześniu działalność została wznowiona pod nazwą The London Taxi Company.
Od 1948 roku firma produkowała słynne londyńskie taksówki: FX3 (1948-1958), FX4 (1958-1997), TX1 (1997-2002), TXII (2002-2006), TX4 (2007-obecnie).
Do 1982 roku pojazdy te były sprzedawane pod marką Austin, w latach 1982-1989 pod marką Carbodies, a od 1989 roku pod marką LTI. Przez cały okres swojej działalności przedsiębiorstwo wyprodukowało około 160 000 taksówek.

## Galeria

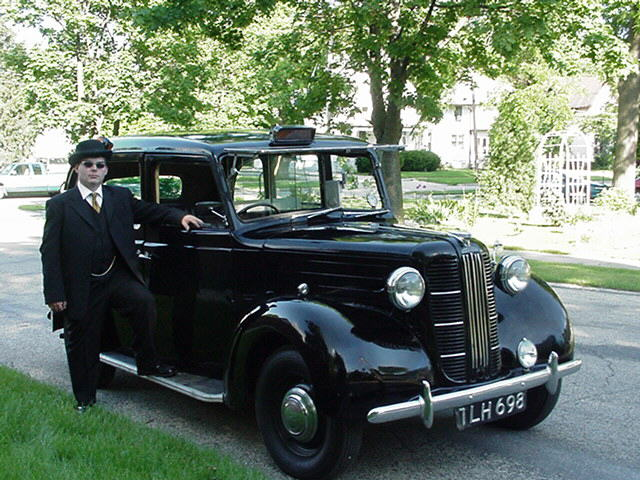
FX3
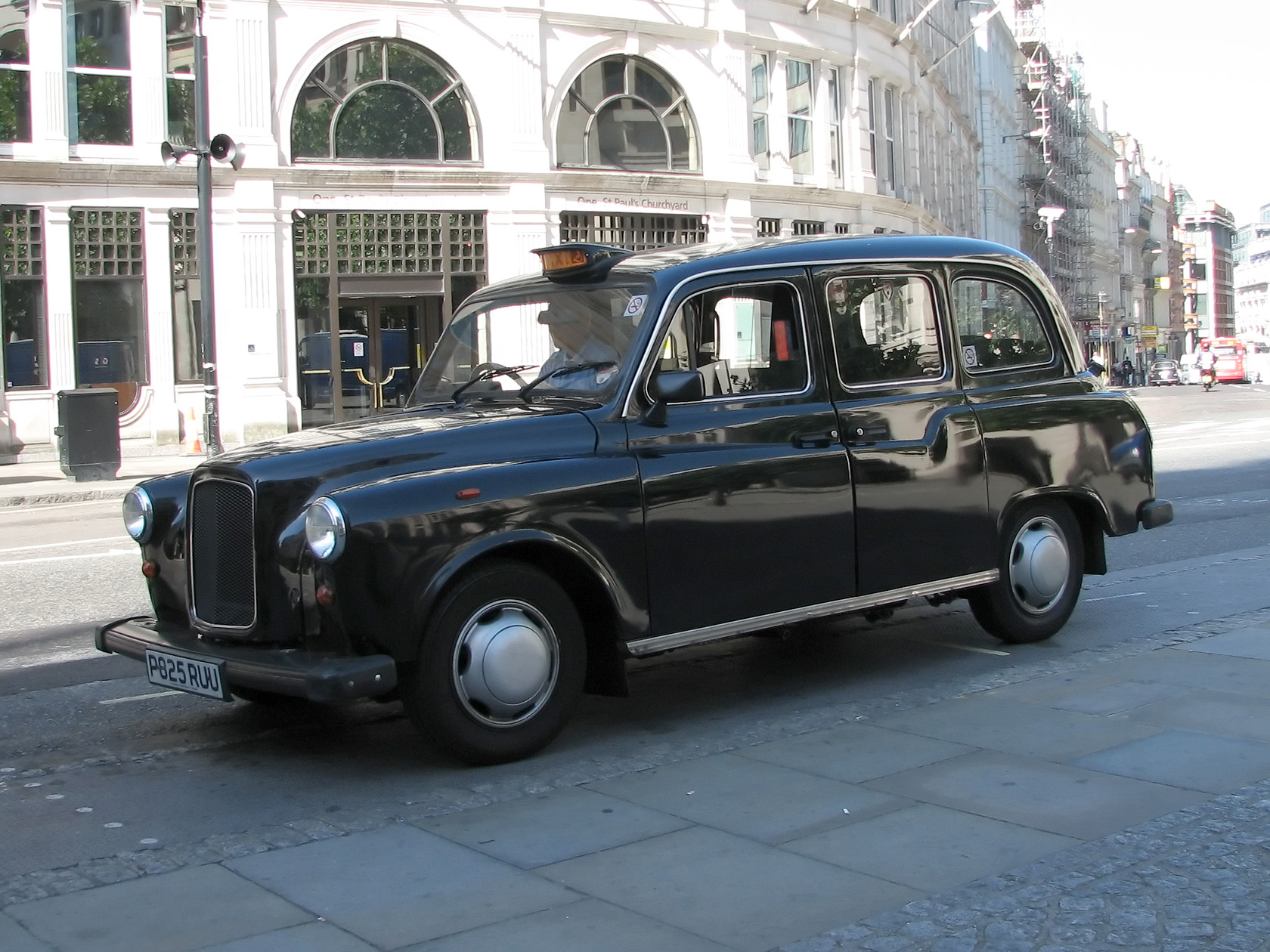
FX4
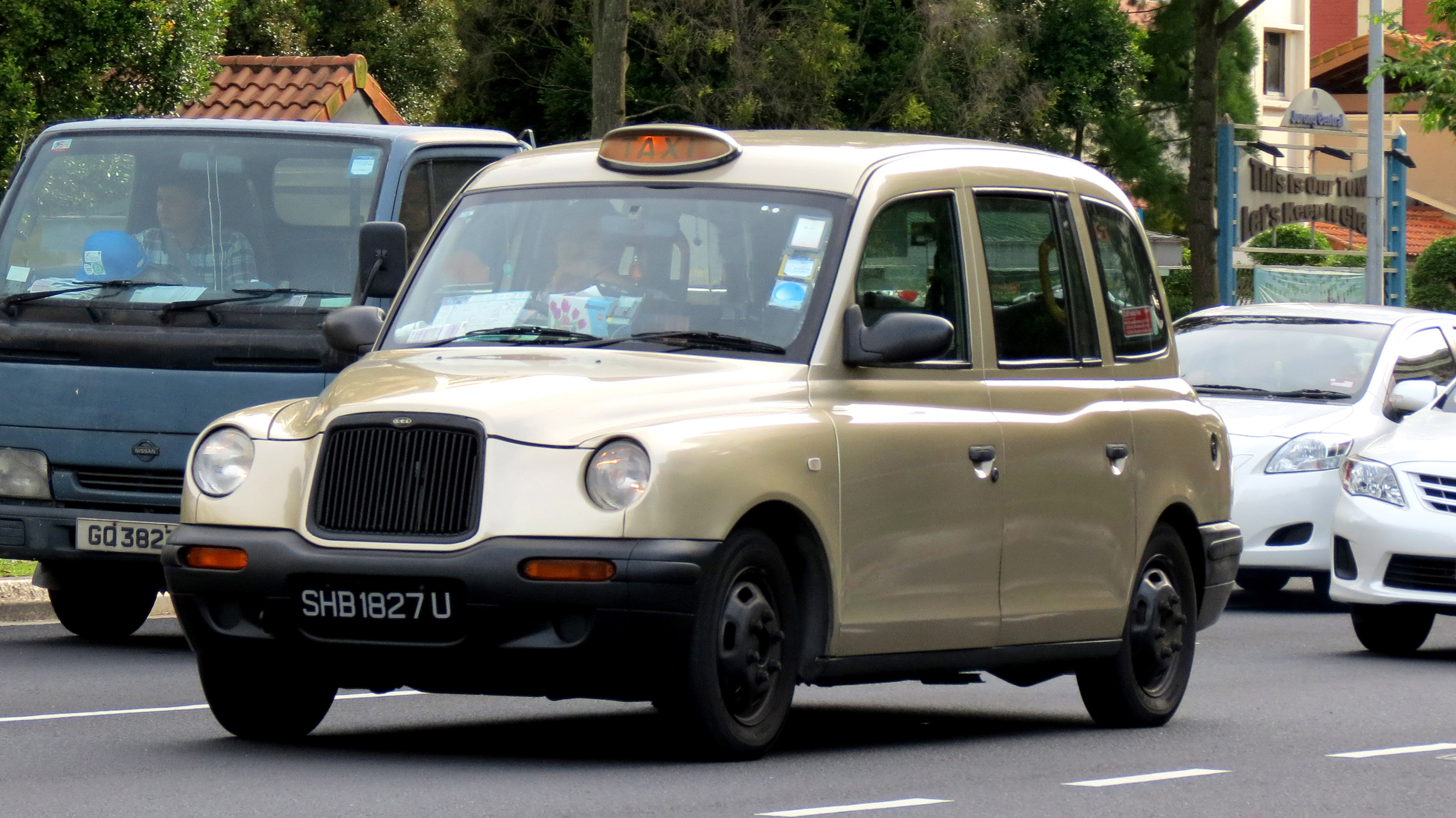
TX1
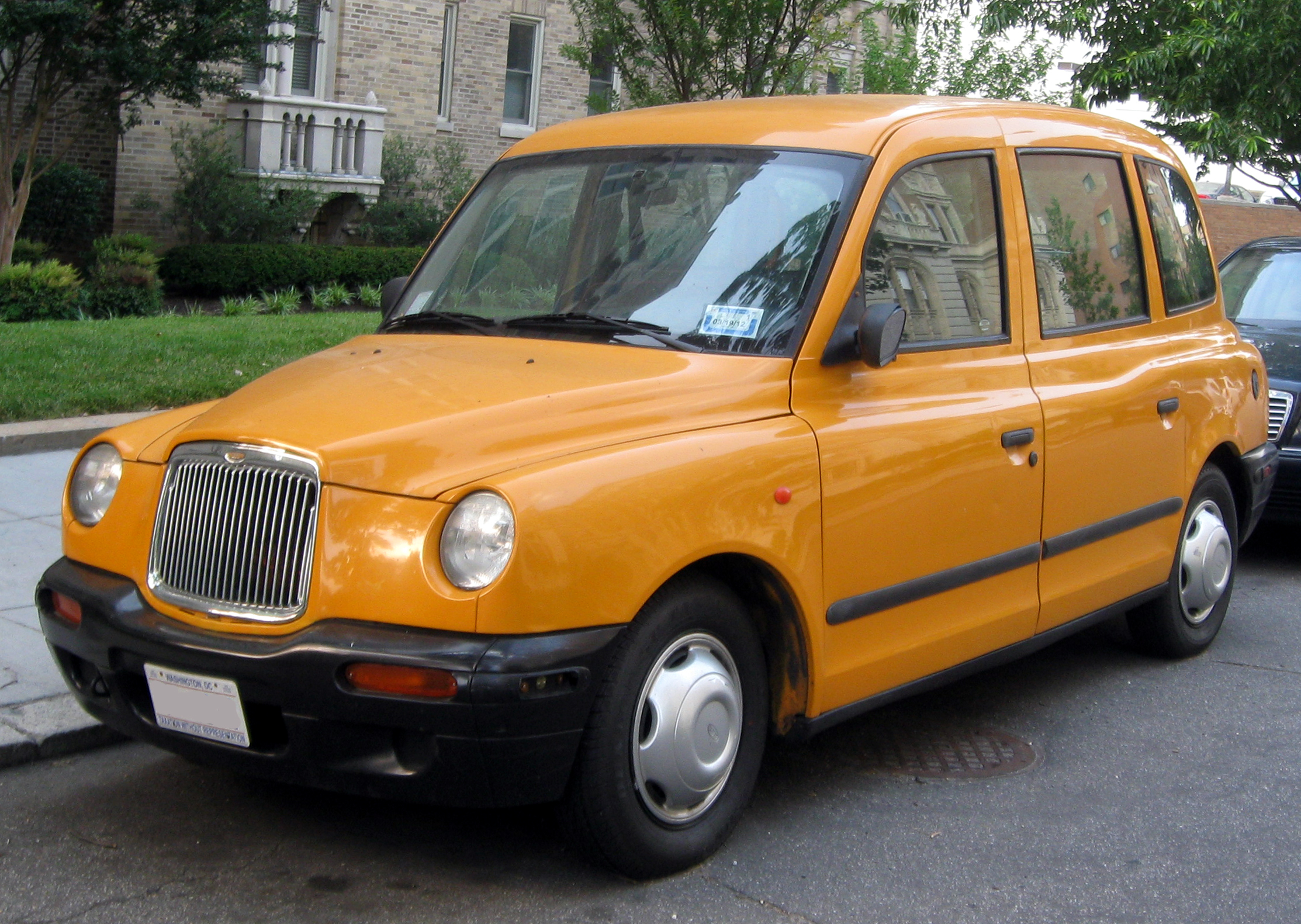
TXII
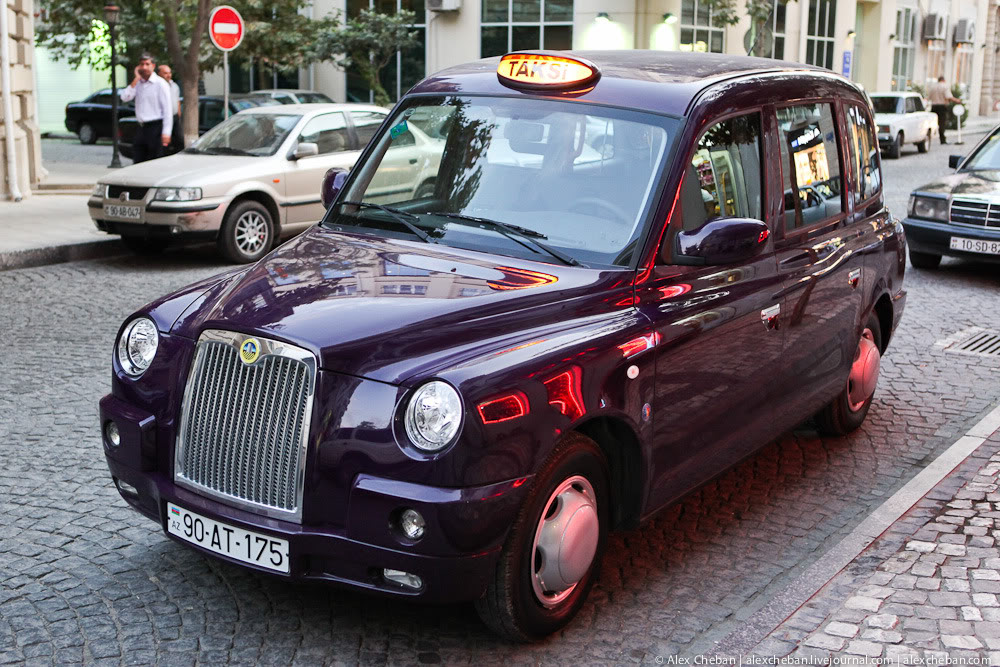
TX4